# 愛媛県道191号松山停車場線
もしかして
- 愛媛県道191号松山市停車場線

ではありませんか？